# 河口湖駅
河口湖駅（かわぐちこえき）は、山梨県南都留郡富士河口湖町船津にある富士山麓電気鉄道富士急行線の駅。同線の終点である。駅番号はFJ18。副駅名は「富士河口湖温泉郷」（ふじかわぐちこおんせんきょう）。標高857メートル。

## 歴史
- 1950年（昭和25年）8月24日：富士山麓電気鉄道により開業。
- 1960年（昭和35年）5月30日：社名変更により富士急行の駅となる。
- 1997年（平成9年）：「関東の駅百選」に選定される[2]。選定理由は「富士山をバックにしスイスをイメージした駅」[2]。
- 2006年（平成18年）3月24日：新駅舎使用開始。
- 2015年（平成27年）3月14日：ICカード「Suica」の利用が可能となる[3]。
- 2020年（令和2年）12月18日：副駅名「富士河口湖温泉郷」を導入[1]。
- 2022年（令和4年）4月1日：富士急行の鉄道事業分割に伴い、富士山麓電気鉄道の駅となる[4]。

## 駅構造
島式ホーム2面3線の地上駅。駅舎との往来はホーム西側にある構内踏切を経由する。また、駅構内南側に多くの留置線が設置されており、出入りは西側に延びる引き上げ線を介して行う。
駅舎は2006年（平成18年）に建てられた木造建築であり、高速バスの窓口、物産館（御土産店）、喫茶店が同居しているほか、富士山麓電気鉄道の本社所在地ともなっている。改札口には簡易Suica改札機を設置する。トイレとコインロッカーは改札外にある。駅前広場には、旧・富士山麓電気鉄道（法人としては現・富士急行）のモ1形電車が静態保存されている。
留置線と駅構内を利用して鉄道の日を記念し、毎年11月頃に「富士急電車まつり」が開催される。
発車メロディに文部省唱歌「ふじの山」が使用されている。

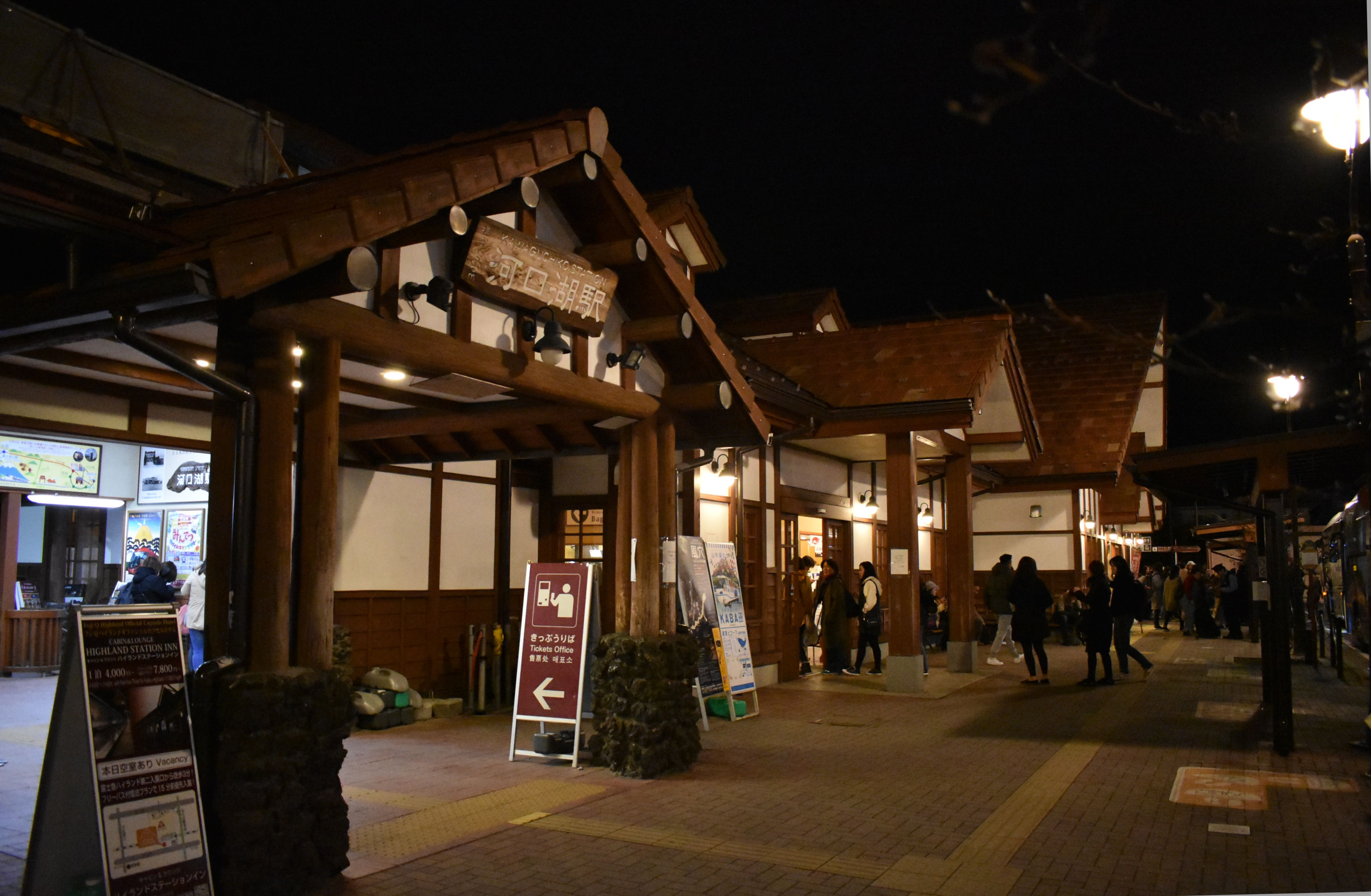
駅舎の夜景（2018年11月）
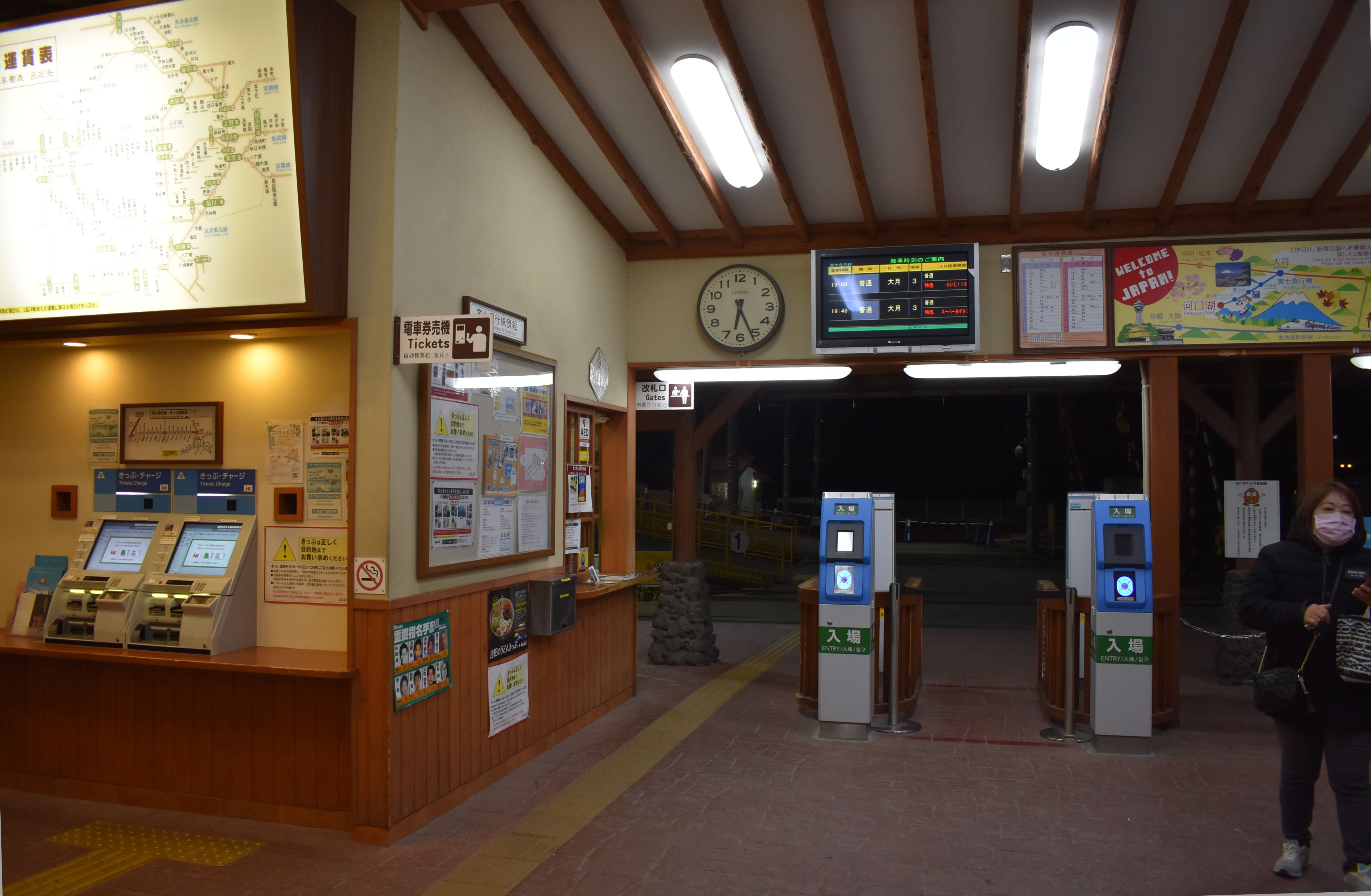
駅改札口（2018年11月）
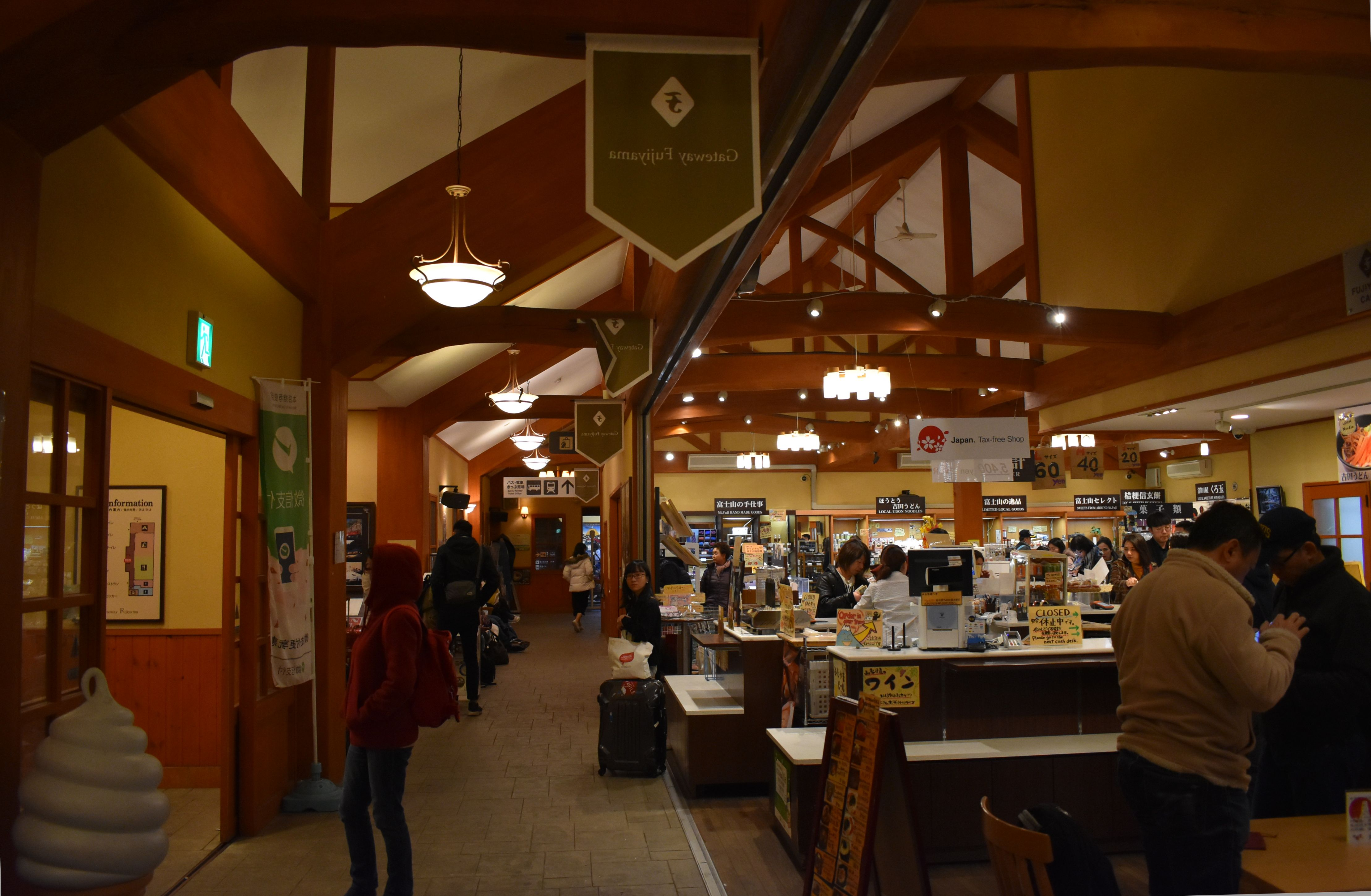
レストランと売店（2018年11月）

### のりば
（駅舎側より）
| 番線 | 路線        | 行先                         | 備考                |
| ---- | ----------- | ---------------------------- | ------------------- |
| 1    | ■富士急行線 | 富士山・大月・東京・甲府方面 | ホーム有効長は5両分 |
| 2    | ■富士急行線 | （降車専用ホーム）           | 線路を共用          |
| 2    | ■富士急行線 | 富士山・大月・東京・甲府方面 | 線路を共用          |
| 3    | ■富士急行線 | 富士山・大月・東京・甲府方面 |                     |

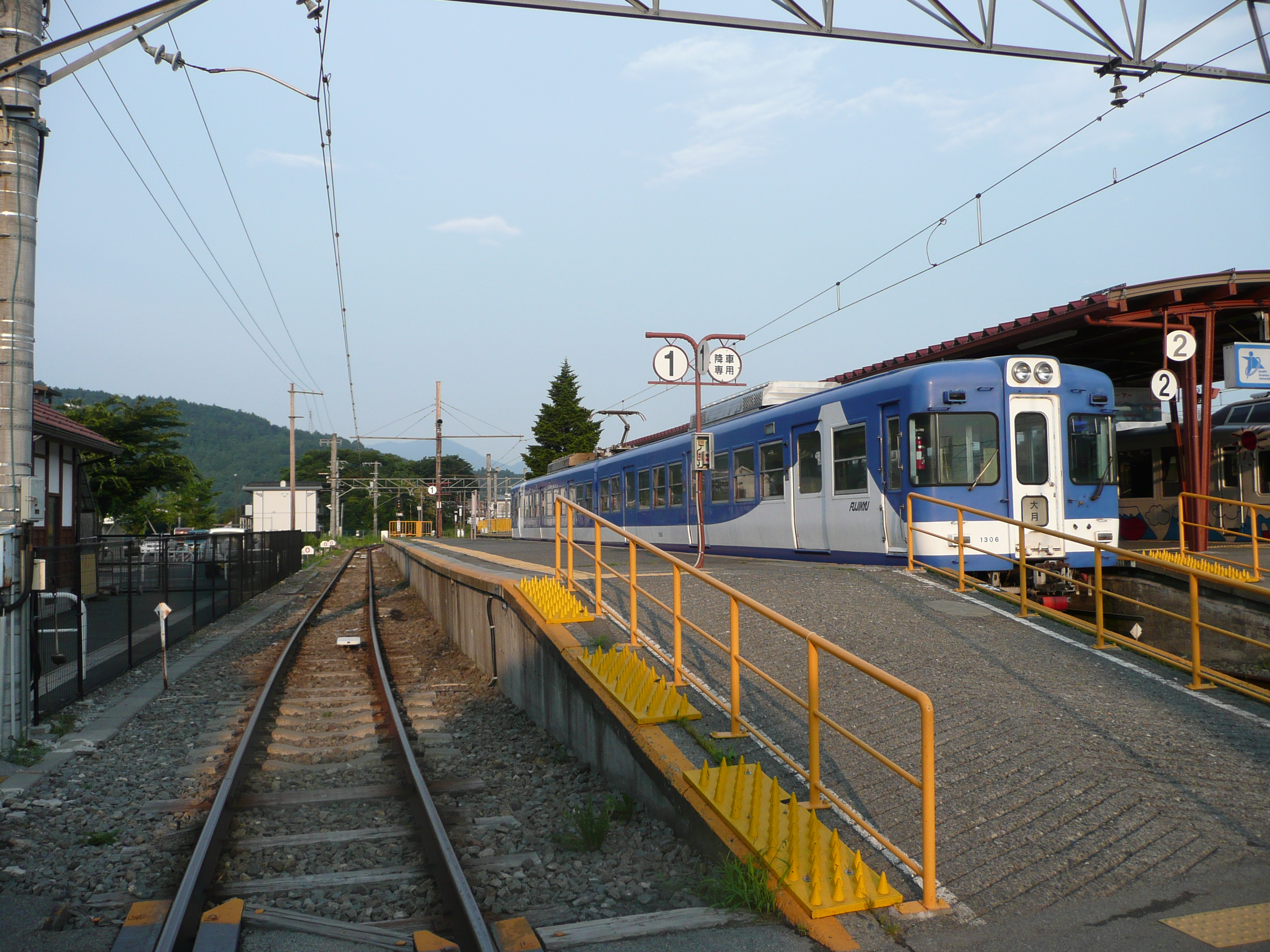
1(・2)番線ホーム
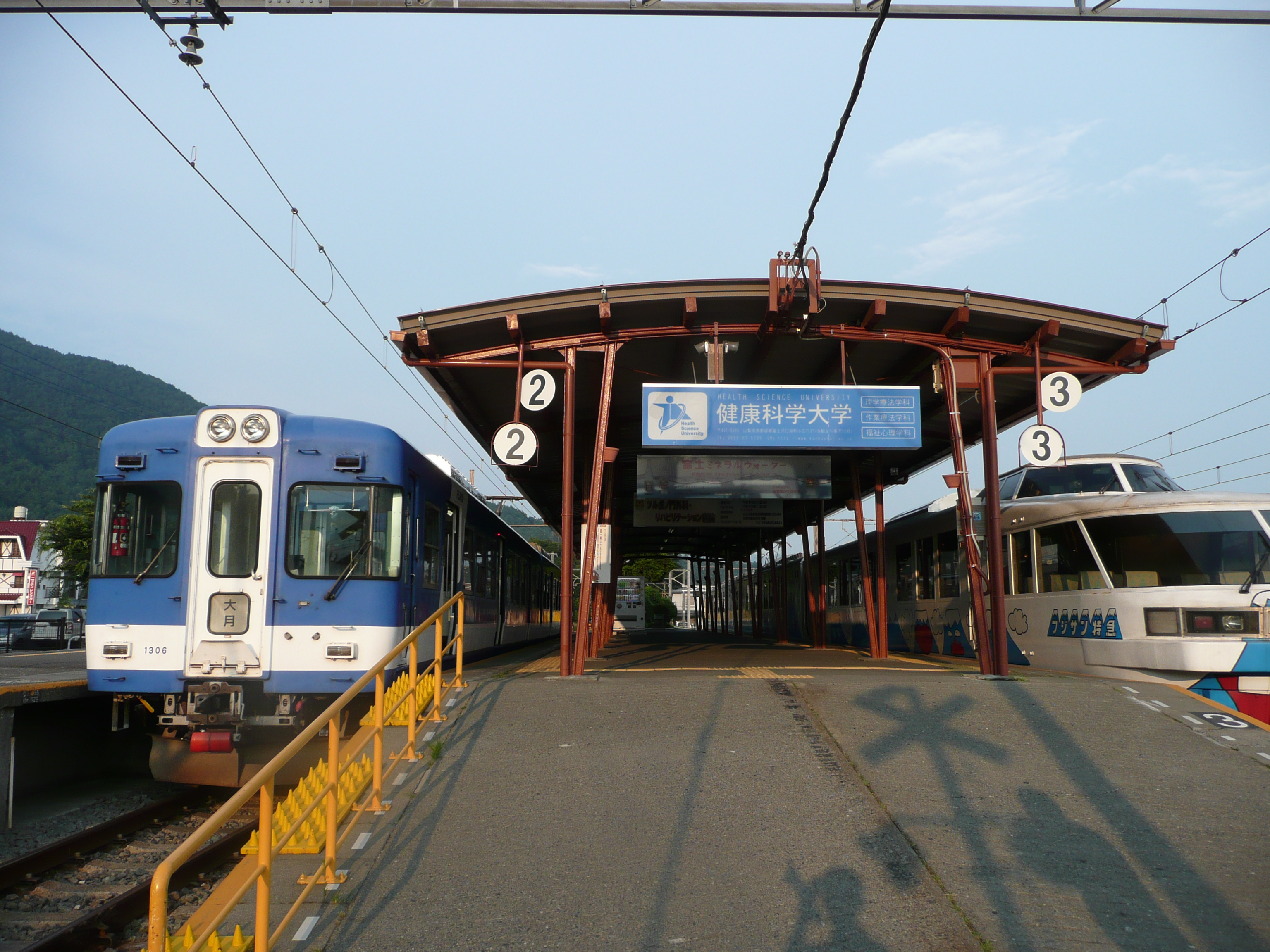
2・3番線ホーム
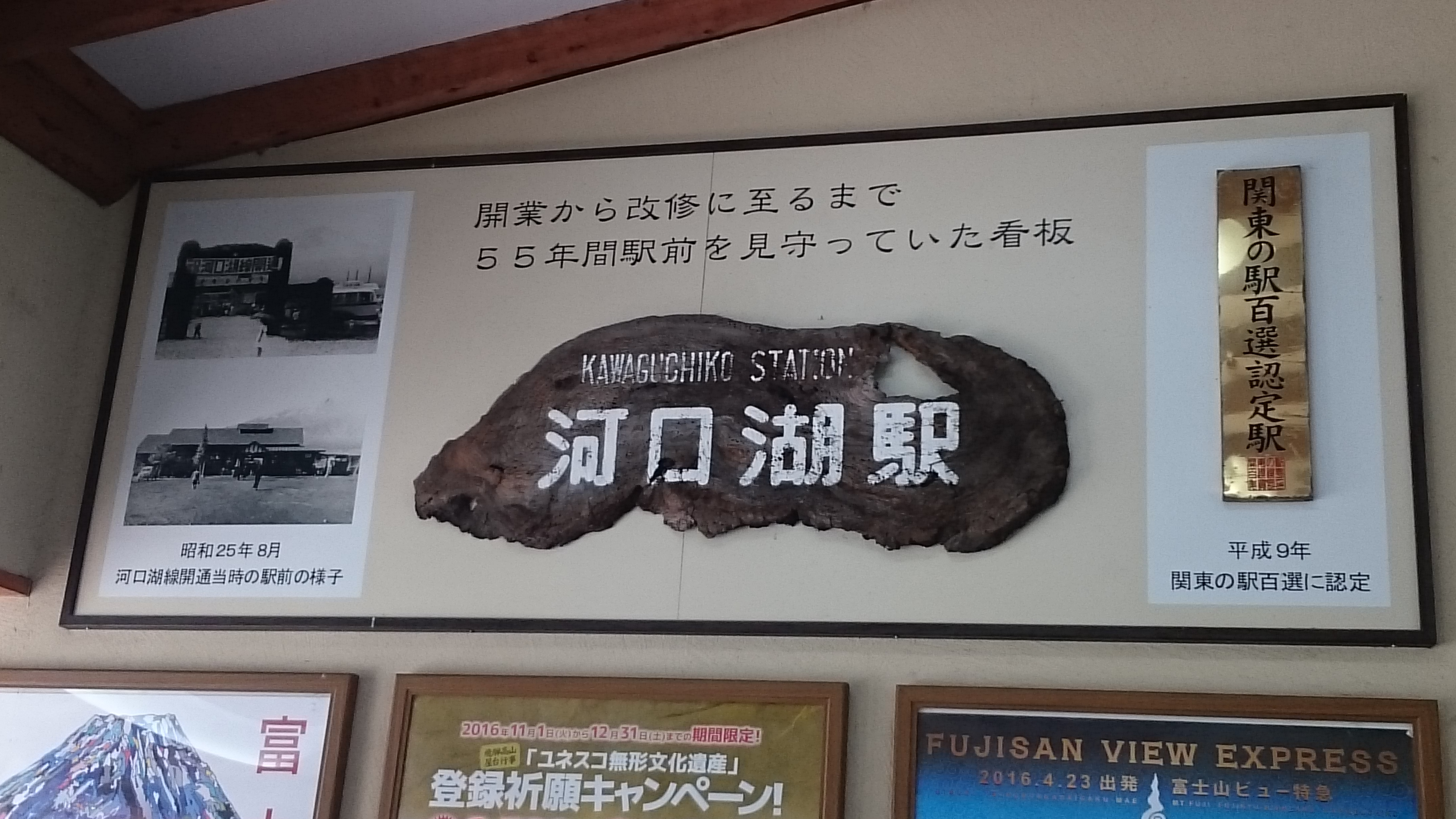
開業時の駅舎で使用されていた駅看板
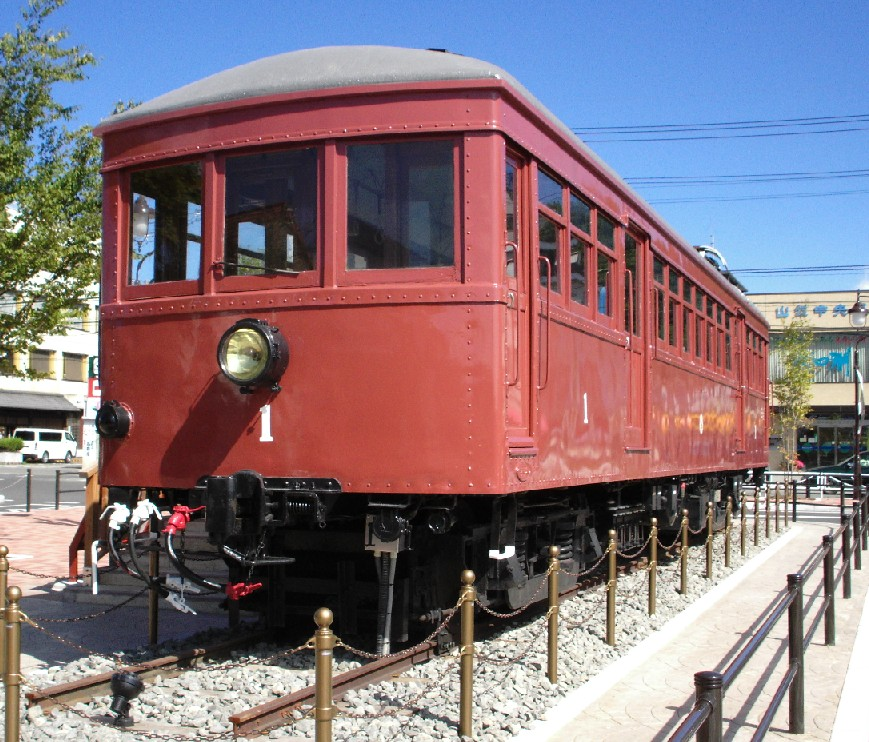
駅前に保存されている富士山麓電気鉄道モ1形電車
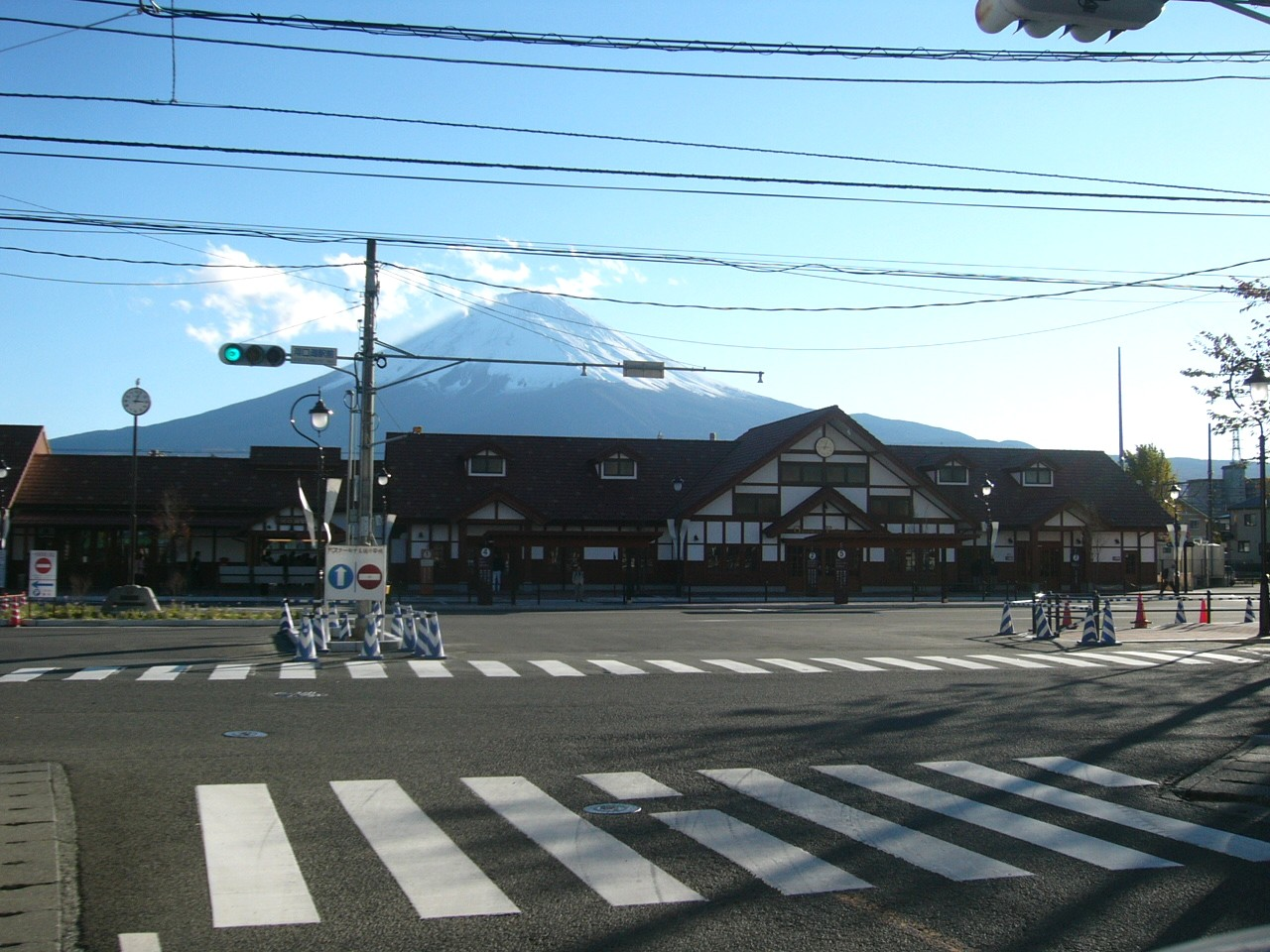
駅舎遠景（2006年11月）

## 利用状況
2024年（令和6年）の1日平均乗降人員は4,857人である。「富士山-信仰の対象と芸術の源泉」が世界遺産に登録された2013年度以降、利用客数を大きく伸ばしていた。2020年3月以降新型コロナウイルス感染症（COVID-19）流行により利用客が大きく減少し、特に2020年4月は前年同月比で-94.3%まで減少したものの、2023年以降は流行前を上回る水準に急増している。
| 年度   | 1日あたり 乗降人員 |
| ------ | ------------------ |
| 2010年 | 1,582              |
| 2011年 | 1,456              |
| 2012年 | 1,799              |
| 2013年 | 2,267              |
| 2014年 | 2,431              |
| 2015年 | 2,903              |
| 2016年 | 3,024              |
| 2017年 | 3,033              |
| 2018年 | 3,110              |
| 2019年 | 3,262              |
| 2020年 | 972                |
| 2021年 | 700                |
| 2022年 | 1,224              |
| 2023年 | 4,173              |
| 2024年 | 4,857              |

## 駅周辺
駅名の由来にもなった河口湖は北へ徒歩5分の場所にある。また、富士山麓電気鉄道が運営する「〜河口湖〜 富士山パノラマロープウェイ」の河口湖畔駅も徒歩15分の場所にある。
富士河口湖町の中心市街地に駅があり、富士河口湖町役場をはじめ山梨県立富士河口湖高等学校や河口湖南中学校組合立河口湖南中学校、富士河口湖町立船津小学校といった学校や山梨赤十字病院、河口湖ショッピングセンターBELL、河口湖ステラシアターなどが徒歩圏内にある。
宿泊施設は徒歩10分程の河口湖大橋の南岸にホテル街があるほか、徒歩15分程の浅川地区に富士河口湖温泉郷がある。2013年に富士山とその周辺が世界遺産に登録されてからはインバウンド消費に対応するため新規開業や増設、改装が相次いでおり、2019年に河口湖南大橋南岸に山梨県最大室数（381室）の東横イン富士河口湖大橋がオープンしている。

## バス路線
駅前広場内にバスターミナルがあり、各方面に向かう高速バスや一般路線バスのほか、富士五湖周辺の観光地へ向かう周遊バスや富士スバルライン五合目行きの登山バスが発着する。停留所名は、高速バス・一般路線バスとも「河口湖駅」となっている。

### 高速バス
駅舎内にある高速バス窓口にて乗車券の購入等が可能である。専用の待合所は設けられていないが、駅舎内には冷暖房完備の待合所・トイレ（いずれも改札外）がある。発着の際には高速バス窓口より係員による案内放送が行われる。6・7番乗り場は後述の一般路線バスと共用。
| のりば | 運行事業者                                                | 路線（愛称）・行先                                                                                   | 備考     |
| ------ | --------------------------------------------------------- | --- | -------- |
| 2      | - 富士急バス - フジエクスプレス - JRバス関東              | 東京駅 - 河口湖線：東京駅日本橋口                                                                    |          |
| 2      | - 富士急バス - フジエクスプレス - 京王バス - 東急トランセ | 渋谷・二子玉川 - 御殿場・河口湖線：渋谷マークシティ                                                  |          |
| 2      | - 富士急バス - 京浜急行バス                               | 富士山駅 - 羽田空港線：羽田空港                                                                      |          |
| 2      | - フジエクスプレス - 京成バス                             | - 秋葉原 - 富士急ハイランド・河口湖線：秋葉原駅 - 海浜幕張駅 - 富士山・河口湖 - 成田空港線：成田空港 |          |
| 2      | - フジエクスプレス - 西武観光バス                         | - サンシャインシティプリンスホテル - 大宮駅西口                                                      |          |
| 2      | - 富士急バス - 関越交通                                   | 関越交通渋川営業所                                                                                   | 季節運行 |
| 2      | - 富士急バス - 名鉄バス                                   | リゾートエクスプレス：名鉄バスセンター                                                               |          |
| 2      | - 富士急バス - 近鉄バス                                   | FUJIYAMAライナー：天王寺駅（あべのハルカス）                                                         |          |
| 3      | - 富士急バス - フジエクスプレス - 京王バス                | 中央高速バス 富士五湖線：バスタ新宿                                                                  |          |
| 6      | - 富士急モビリティ                                        | 南町田グランベリーパーク駅                                                                           |          |
| 6      | - 富士急モビリティ - 神奈川中央交通                       | 藤沢駅                                                                                               |          |
| 6      | - フジエクスプレス - 東急バス                             | 日吉駅                                                                                               |          |
| 6      | - 富士急バス - 富士急シティバス                           | 特急 三島･河口湖ライナー：三島駅南口                                                                 |          |
| 6      | 富士急静岡バス                                            | 静岡・富士五湖号：静岡駅                                                                             |          |
| 7      | - フジエクスプレス - 相鉄バス                             | レイクライナー：横浜駅西口                                                                           |          |

### 一般路線バス
高速バス窓口の隣にも窓口があり、路線バスの総合案内や特急バスの予約受付、フリー乗車券の販売場所となっている。新富士駅・甲府駅・御殿場駅行等の長距離路線や富士スバルライン五合目行きのバスの発着時には高速バスと同様に係員による案内放送が実施されており、利用に不慣れな観光客をサポートしている。以下、特記なき限り富士急バスが運行。
| のりば | 運行事業者                      | 系統・行先 | 備考                                                        |
| ------ | ------------------------------- | --- | ----------------------------------------------------------- |
| 1      | 富士急バス                      | - 河口湖周遊バス（Red-Line）：河口湖自然生活館・大石プチペンション村 - 西湖周遊バス（Green-Line）：富岳風穴 - 鳴沢･精進湖･本栖湖周遊バス（Blue-Line）：本栖湖 |                                                             |
| 4      | 富士急バス                      | - B2：山梨赤十字病院 - G2：西湖民宿 / 富士山駅 - K1・K2・P1・S1・S4：富士山駅 - S4：新富士駅                                                                  | 「S4」は静岡県内快速運転                                    |
| 5      | 富士急バス                      | - K1：甲府駅北口 - K2：甲府駅南口 - T：天下茶屋 |                                                             |
| 6      | - 富士急バス - 富士急モビリティ | A1・A2：御殿場駅 |                                                             |
| 6      | 富士急モビリティ                | - 特急：御殿場駅・御殿場プレミアム・アウトレット・富士山静岡空港 - C1・C2：御殿場プレミアム・アウトレット                                                     |                                                             |
| 6      | 富士急バス                      | - ふじっ湖号（F1・F2）：平野 - 特急（F3）:忍野八海 | 「F1」は右回り、「F2」は左回り                              |
| 7      | 富士急バス                      | - 富士登山バス（M）：富士スバルライン五合目 - 富士芝桜ライナー（X）：富士芝桜まつり会場                                                                       | 「富士芝桜ライナー（X）」は富士芝桜まつり開催期間中のみ運行 |

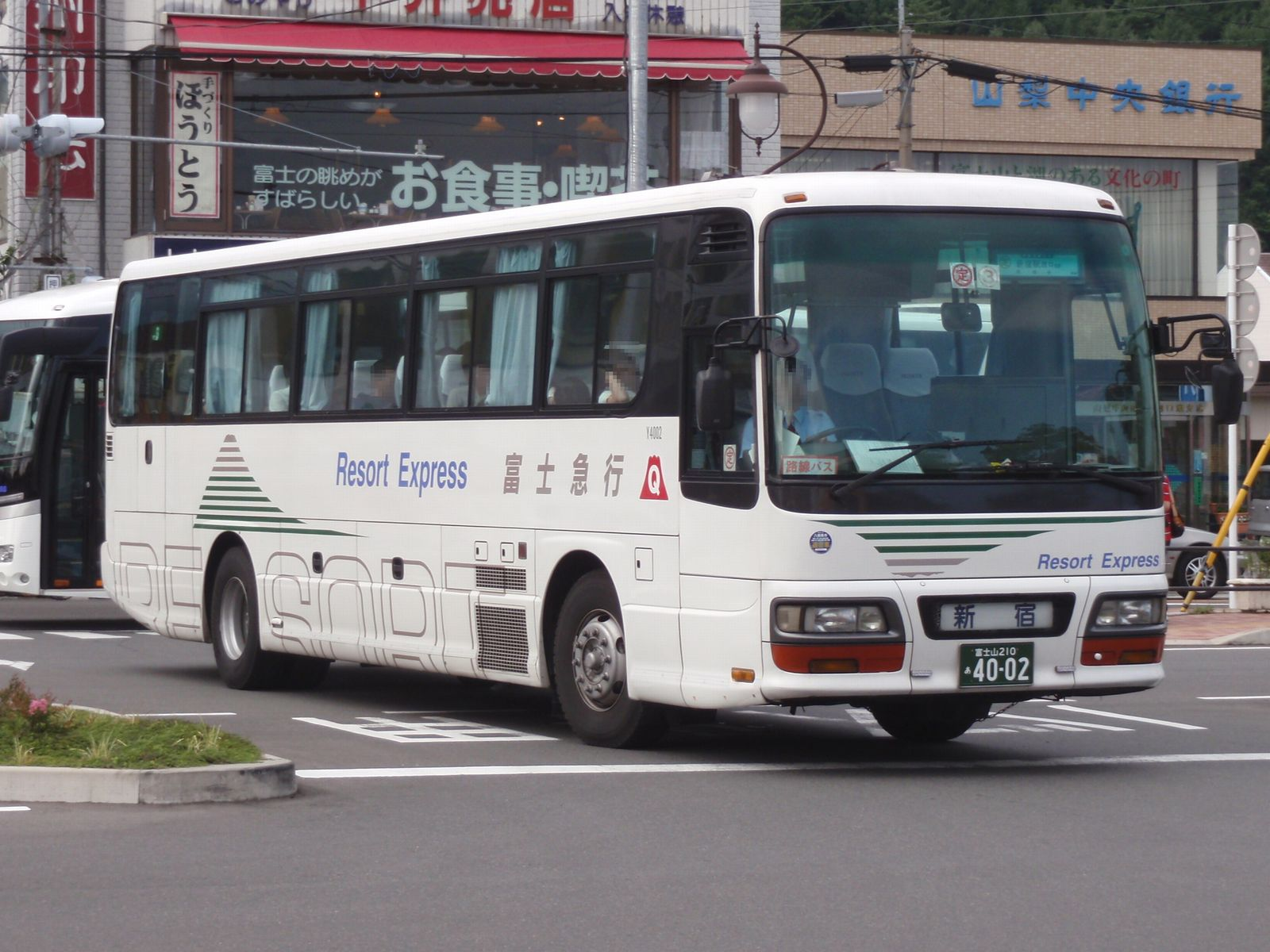
中央高速バス 富士五湖線（富士急行（当時）担当便）
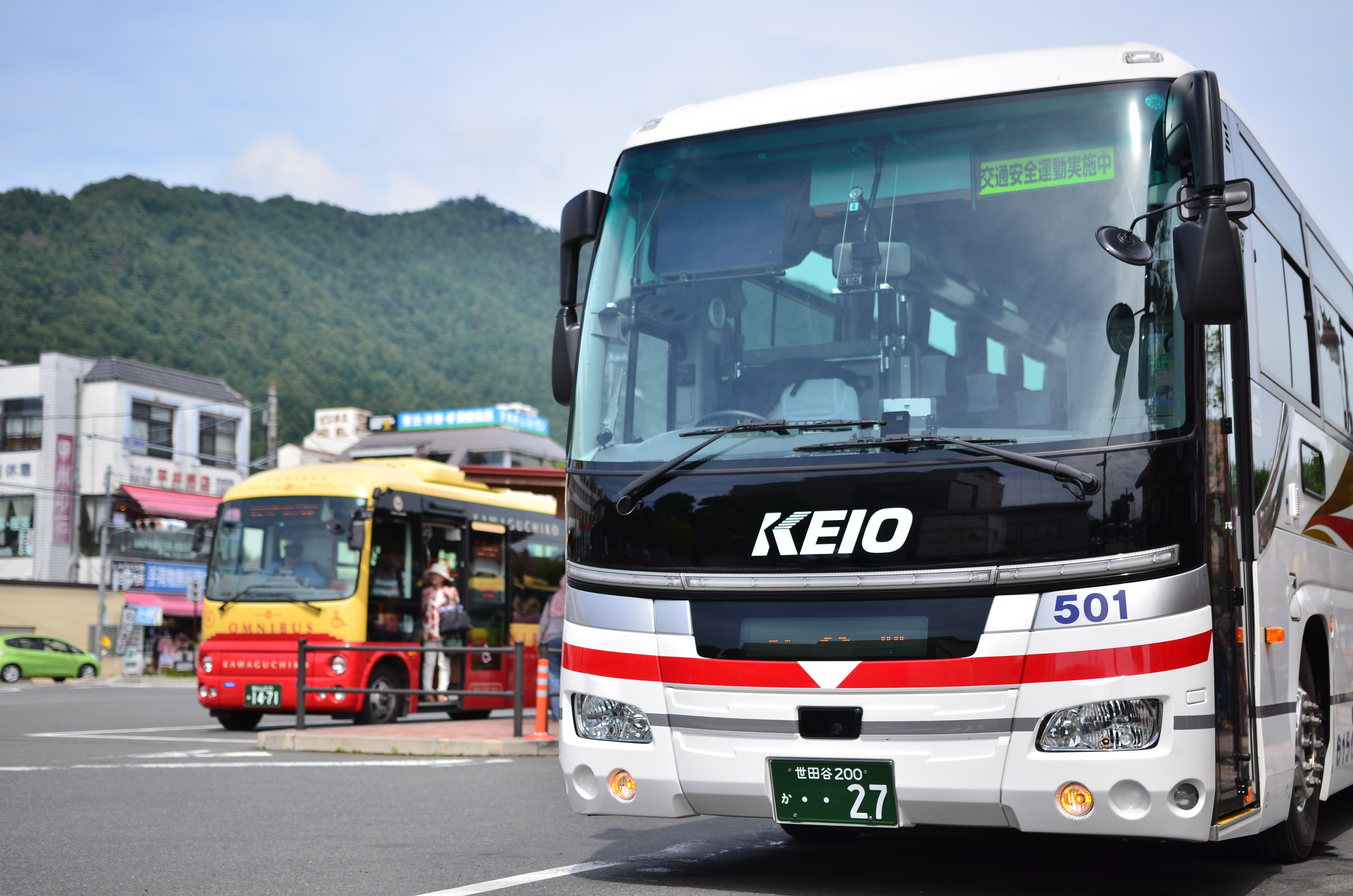
渋谷発着の高速バス（手前）と河口湖周遊バス（奥）
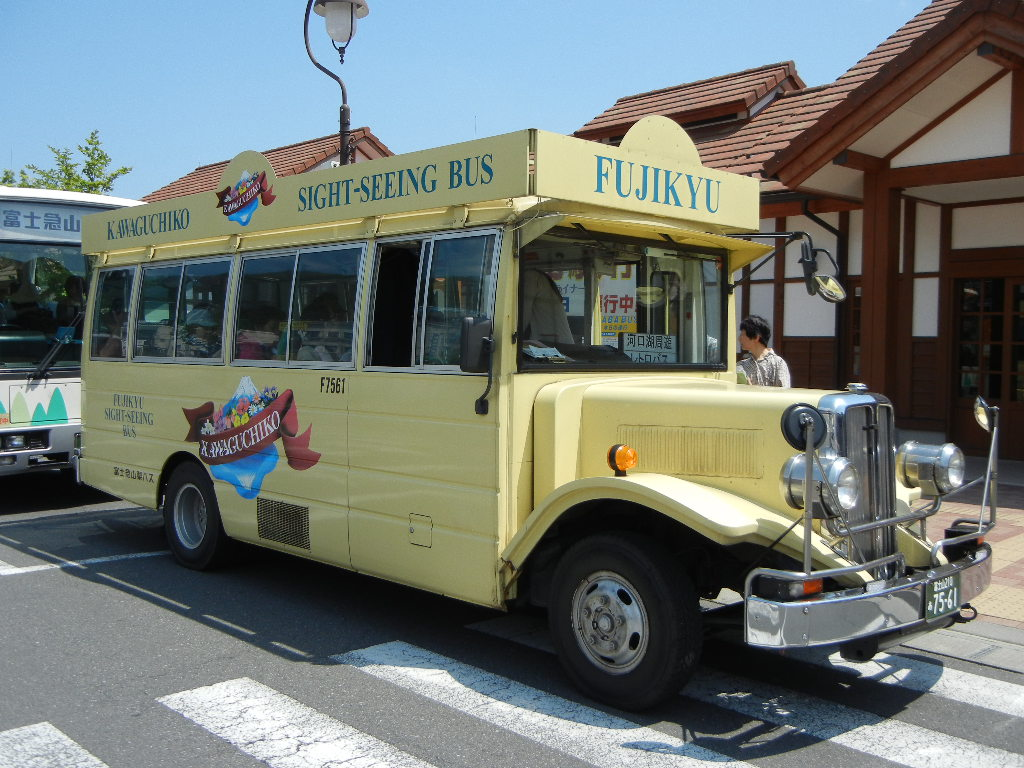
河口湖周遊レトロバス
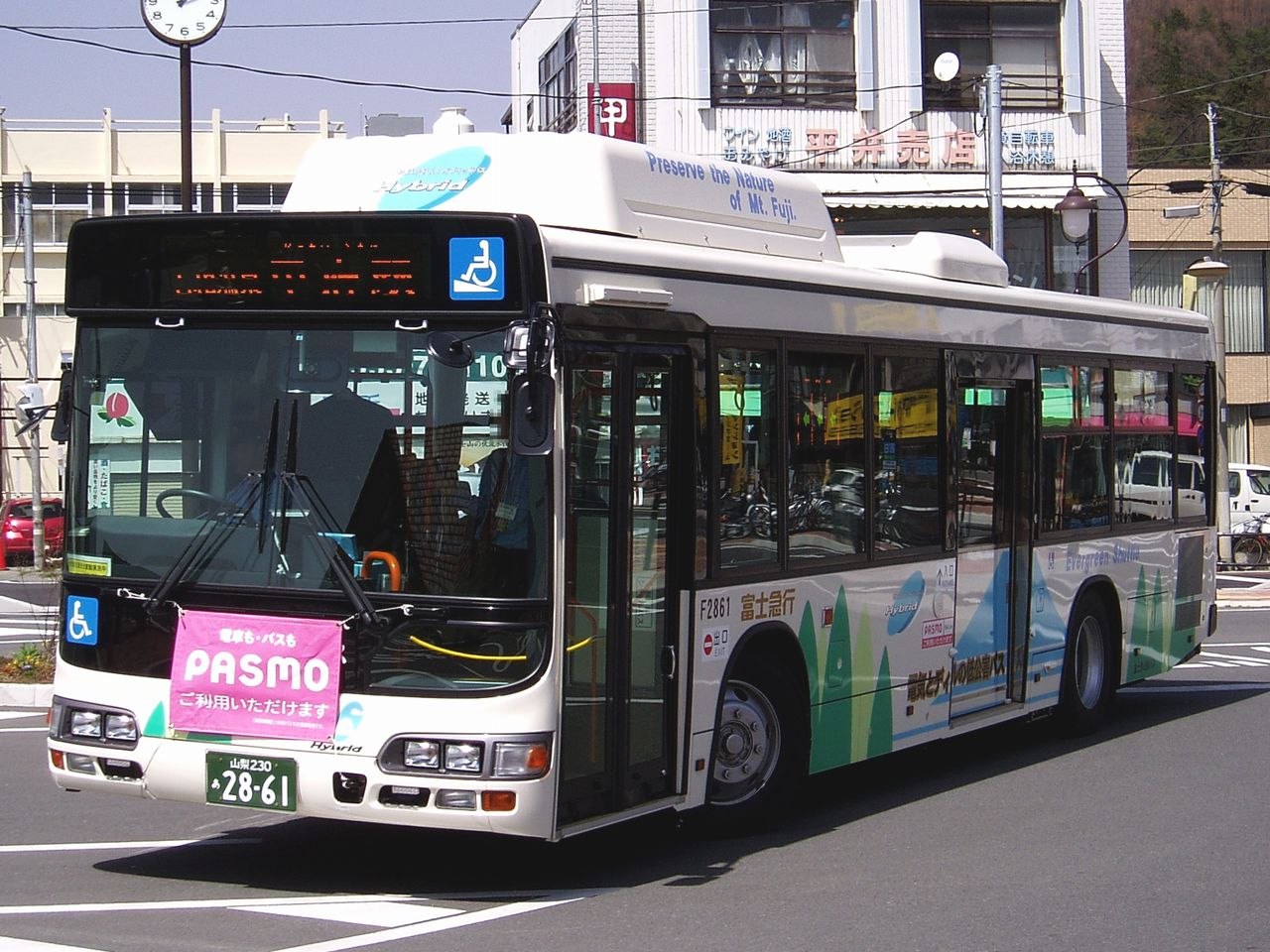
甲府駅南口行の一般路線バス

## その他
漫画・テレビアニメ「ヤマノススメ」内で富士急行線を利用する場面があることから、本作と富士急行でタイアップキャンペーンが実施されていた。その一環として、2014年8月8日 - 12月28日の間、記念撮影用のフォトスポットが設置されていた。

## 隣の駅
富士山麓電気鉄道
■富士急行線
- ■特急「富士回遊」「フジサン特急」「富士山ビュー特急」発着駅

■普通
富士急ハイランド駅 (FJ17) - 河口湖駅 (FJ18)